# International School of Prague
Az International School of Prague (ISP) független, angol tanítási nyelvű nonprofit nemzetközi iskola Csehország fővárosában, Prágában.
1948-ban alapították, Közép-Európa legrégebbi és Csehország legnagyobb nemzetközi iskolája, 965 tanulója több, 57 országból származik. Az ISP a Nemzetközi Iskolák Tanácsa (CIS) és az Iskolák és Főiskolák Új-angliai Szervezetének (NEASC) akkreditációja alatt működik. A Cseh Oktatási Minisztérium engedélyével taníthat nemzetközi diákokat cseh tanulók mellett. Az iskola tanulói 11. és 12. osztályban részt vehetnek az International Baccalaureate szervezet diploma-programjában. Ezek mellett pályázik a szervezet fiatalabb korú diákoknak szánt oktatási programjára is.
Cseh adójog szerint az ISP-nek egyetlen részvényese van, a The International School of Prague Foundation, ami egy US 501(c) szervezet. Nonprofit szervezetként minden többlet bevételt visszafordítanak az iskola fejlesztésébe. Az iskola pénzügyi helyzetét független szervezetek felügyelik és elérhetőek nyilvánosan is. Az iskolát az önkéntes Felügyelők Bizottsága irányítja, akik az igazgatót is választják. A jelenlegi igazgató 2021 óta Dr. Chip Kimball.

## Története
Az iskolát Prága Angol Nyelvű Iskolája néven nyitották meg 1948-ban, az Amerikai Egyesült Államok prágai nagykövetségén. 1979-ig a nagykövetségen működött az ISP, amikor egy új campusra költözött. Ekkor még csak 80 tanulóval rendelkezett, óvodától 8. osztályig. Új tanulók érkezésével és osztályok bevezetésével 1991-re már három különböző helyszínen működött az iskola. 1992 és 1994 között vezették be a középiskolai osztályokat, 9-től 12-ig. Az első érettségiző osztály az 1995-ös volt. 1996-ban került egy helyre ismét az egész iskola, mikor az ISP a Prága 6 kerületben található Nebušice faluba költözött, a Šárka-völgyben az iskolának külön felépített campusra. 1998-ban az iskola ötvenedik évfordulóján 588 új tanuló érkezett, majd tíz évvel később 6,5 millió eurós felújításon esett át.

## Vezetőség
Az iskolát egy önkéntes tagokból álló bizottság, a Felügyelők Bizottsága irányítja. A tanácsnak öt fő feladata van, az igazgató kijelölése és teljesítményének értékelése, hogy az iskola szószólója legyen, az iskola hosszútávú sikerének biztosítása, az iskola pénzügyeinek felügyelése, illetve az iskola hatásosságának kiértékelése. A Bizottság tagjai:
- Gabriel Eichler, bizottsági elnök
- Jean-Pascal Duvieusart
- Lenka Jarolímová
- Irene Kernkamp, titkár, vezetőségi bizottság elnöke
- Martin Kovac, a campus bizottság elnöke
- Anna Lukjanova, továbbfejlesztési bizottság elnöke
- Michael Peters
- Brian Wardrop, kincstárnok, pénzügyi bizottság elnöke

Az iskola közvetlen vezetősége, az igazgatókat és egyéb fontos pozíciókat beleértve:
- Dr. Chip Kimball, az iskola igazgatója
  -  Dr. David Callaway, igazgatóhelyettes
- Dr. Eric Sturm, a középiskola igazgatója
- Michelle Juhasz-Stevens, a felső tagozat (5–8. osztály) igazgatója
- Matt Woodward, az alsó tagozat (1–4. osztály) igazgatója
  -  Laura Jo Evans, az általános iskola igazgatóhelyettese
- Petr Draxler, COO
- Teresa Belisle, tanulással kapcsolatos kutatás-fejlesztési igazgató
- Sheldon Bradshaw, oktatási technológiai igazgató
- Anthony Hennelly, sportigazgató
- Monica Stanciu, továbbfejlesztési igazgató

## Tandíj
Az iskola tandíja a tanulók életkorától függ. A 2025–2026-os tanévre az óvoda tandíja három részre volt osztva. Három és négy éves gyerekeknek 364 vagy 305 ezer korona, attól függően, hogy egész napot vagy csak fél napot töltenek az intézményben. Az ötévesek kategóriájában ez az összeg egységes, 602 ezer korona (nagyjából 27 900 dollár), ami megegyezik a tandíjjal elsőtől ötödik osztályig is. Hatodiktól nyolcadik osztályig a díj 652 ezer koronára emelkedik, majd középiskola első két évére 709 ezerre. Az IB-program idejére 729 ezer korona (nagyjából 11,8 millió forint vagy 33,7 ezer dollár) a tandíj összege évente. Mindezek mellett az új diákok fizetnek egy 9000 koronás regisztrációs, illetve egy 52 ezer koronás gólyadíjat (nagyjából 801 ezer forint). A visszatérő diákok pedig 78 ezer korona letétet fizetnek.
Lehet ösztöndíjra vagy iskolai támogatásra is jelentkezni, amelyet adományokból finanszíroz az ISP.

## Fontos öregdiákok
- Winter Ave Zoli, színésznő
- Robbie Kay, színész
- Jekatyerina Maliseva, designer és hannoveri hercegné